# Oswaldo Pacheco
Oswaldo Pacheco da Silva (Malhada dos Bois, 4 de agosto de 1918 — setembro de 1993) foi um político brasileiro. Exerceu o mandato de deputado federal constituinte por São Paulo em 1946.
Oswaldo foi líder sindical (um dos fundadores da União dos Sindicatos de Santos), presidiu o Sindicato dos Estivadores de Santos e membro da diretoria do Comando Geral dos Trabalhadores. Estudou direito em São Leopoldo e Porto Alegre, tendo exercido a advocacia. Filiado ao Partido Comunista Brasileiro, teve o mandado cassado junto ao partido em 1948.